# Романово (Половинський округ)
Рома́ново (рос. Романово) — присілок у складі Половинського округу Курганської області, Росія.
Населення — 108 осіб (2010, 242 у 2002).
Національний склад станом на 2002 рік:
- росіяни — 77 %